# Джин, Эл
Эл Джин (англ. Al Jean; род. 9 января 1961, Детройт, Мичиган) — американский продюсер и сценарист ирландского происхождения, обладатель девяти премий «Эмми» и одной премии «Энни».

## Биография
Альфред Эрнест Джин-третий родился 9 января 1961 года в Детройте. В 16 лет поступил в Гарвардский университет, который закончил в 1981 году со степенью бакалавра математики. Во время учёбы познакомился с будущим сценаристом Майком Рейссом, с которым дружит и тесно сотрудничает до сих пор.
В 1981 году начал работать на юмористический журнал National Lampoon (англ.), с 1983 года — на телевидении как сценарист, с 1989 года — как продюсер.
В 2002 году женился на сценаристе Стефани Джиллис (англ. Stephanie Gillis), у пары две дочери 1990 и 2004 года рождения.

## Избранная фильмография

### Продюсер
- 1989—1990 — Шоу Гарри Шандлинга / англ. It's Garry Shandling's Show (19 выпусков)
- 1994, 1995, 2000 — Критик / англ. The Critic (17 эпизодов)
- 1996—1997 — Домоседы в космосе / англ. Homeboys in Outer Space (21 эпизод)
- 1997—1998 — Ангел-подросток / Teen Angel (3 эпизода)
- 1999 — Пижама / англ. The PJs (1 эпизод)
- 2006 — Голубой утенок / англ. Queer Duck: The Movie

«Симпсоны»
- Симпсоны / The Simpsons (460 эпизодов)
  - 1989—1990 — сопродюсер (13 эпизодов)
  - 1990—1991 — контролирующий продюсер (22 эпизода)
  - 1991—2005 — исполнительный сопродюсер (26 эпизодов)
  - 1992— н. в. — исполнительный продюсер (305 эпизодов)
  - 1993—1997 — консультирующий продюсер (70 эпизодов)
- Симпсоны в кино / The Simpsons Movie (2007)
- Прогулка Симпсонов / The Simpsons Ride (короткометражка, 2008)
- Симпсоны: мучительная продленка / The Longest Daycare (короткометражка, 2012)
- Свидание в песочнице с судьбой / Playdate with Destiny (короткометражка, 2020)
- Симпсоны: Пробуждение силы после тихого часа / Maggie Simpson in "The Force Awakens from Its Nap" (короткометражка, 2021)
- Симпсоны: Добро, Барт и Локи / The Good, the Bart, and the Loki (короткометражка, 2021)
- Симпсоны в Плюсогодовщину / The Simpsons in Plusaversary (короткометражка, 2021)
- Симпсоны: Когда Билли встретила Лизу / When Billie Met Lisa (короткометражка, 2022)
- Симпсоны: Добро пожаловать в клуб / The Simpsons: Welcome to the Club (короткометражка, 2022)
- Симпсоны знакомятся с Бочелли в Фелис-Навидад / The Simpsons Meet the Bocellis in Feliz Navidad (короткометражка, 2022)
- Мэгги Симпсон: Изгой, а не одиночка / Maggie Simpson in Rogue Not Quite One (короткометражка, 2023)

### Сценарист
- 1983 — С девяти до пяти / 9 to 5 (1 эпизод)
- 1983—1985 — Не факт, что новости / англ. Not Necessarily the News (17 эпизодов)
- 1986 — Староста класса / англ. Head of the Class (1 эпизод)
- 1986—1987 — Кувалда / Sledge Hammer! (5 эпизодов)
- 1987—1988 — Вечернее шоу с Джонни Карсоном / англ. The Tonight Show Starring Johnny Carson (34 выпуска)
- 1988—1989 — Альф / ALF (5 эпизодов)
- 1988—1990 — Шоу Гарри Шандлинга / англ. It's Garry Shandling's Show (12 выпусков)
- 1994, 1995, 2000 — Критик / англ. The Critic (33 эпизода)
- 1997 — Ангел-подросток / Teen Angel (1 эпизод)
- 2000 — Приключения Иисуса и его братьев / англ. The Adventures of Jesus and His Brothers (4 эпизода)

«Симпсоны»
- 1990—2001 — Симпсоны / The Simpsons (17 эпизодов)
- 2007 — Симпсоны в кино / The Simpsons Movie
- 2008 — Прогулка Симпсонов / The Simpsons Ride (короткометражка)
- 2012 — Симпсоны: мучительная продленка / The Longest Daycare (короткометражка)
- 2020 — Свидание в песочнице с судьбой / Playdate with Destiny (короткометражка)
- 2021 — Симпсоны: Пробуждение силы после тихого часа / Maggie Simpson in "The Force Awakens from Its Nap" (короткометражка)
- 2021 — Симпсоны: Добро, Барт и Локи / The Good, the Bart, and the Loki (короткометражка)
- 2021 — Симпсоны в Плюсогодовщину / The Simpsons in Plusaversary (короткометражка)
- 2022 — Симпсоны: Когда Билли встретила Лизу / When Billie Met Lisa (короткометражка)
- 2022 — Симпсоны: Добро пожаловать в клуб / The Simpsons: Welcome to the Club (короткометражка)
- 2022 — Симпсоны знакомятся с Бочелли в Фелис-Навидад / The Simpsons Meet the Bocellis in Feliz Navidad (короткометражка)
- 2023 — Мэгги Симпсон: Изгой, а не одиночка / Maggie Simpson in Rogue Not Quite One (короткометражка)

### Актёр
- 2005 — Голый монстр / англ. The Naked Monster — человек, пьющий пиво
- 2020 — Безумцы / англ. Mad Men — мужчина в баре